# Joaquín de Entrambasaguas
Joaquín de Entrambasaguas y Peña (Madrid, 22 de marzo de 1904 - Madrid, 1 de febrero de 1995) fue un filólogo, historiador y gastrónomo español.

## Biografía
De familia montañesa de Burgos orientada desde generaciones hacia la jurisprudencia, fue un lector impenitente y confeso desde su niñez y adolescencia; poseyó una gran capacidad de trabajo, pero su escolaridad fue algo extraña y supervisada por quien sería arzobispo de Tarragona y luego cardenal, Benjamín de Arriba Castro; se matriculó como alumno libre en el «Instituto General y Técnico del Cardenal Cisneros» de Madrid, donde aprovechó indistintamente las convocatorias de junio y septiembre para examinarse durante los cursos de 1915 a 1916 y de 1916 a 1917 en que terminó la Segunda Enseñanza y se le concedió el «Grado de Bachiller». Esto le convirtió ya en un prematuro e indeciso autodidacta así como en un tímido incorregible que evitaba las relaciones sociales que no tuvieran que ver con las letras; sin embargo eso le evitó también convertirse en un niño bien. Se dio luego un atracón de viajes por toda España, que llegó a conocer ya íntegramente -salvo Canarias, de las que más tarde había de ser asiduo visitante- así como por los principales países de Europa, y especialmente los costeros de la cuenca del Mediterráneo, incluidos los asiáticos y africanos.
Estudió después en la Universidad Central simultáneamente Filosofía y Letras e Historia, y se licenció en 1928 por ambas materias. En 1930 se doctoró con una tesis sobre Lope de Vega y los preceptistas aristotélicos, aunque en ese año ya era profesor en la misma universidad («Encargado de Curso», de 1926 a 1932, en el «Instituto Escuela Masculino» de Madrid, adscrito a la cátedra de «Literatura Española» regida por su inolvidable amigo y luego colega Miguel Herrero Gracia, y dentro de su «Facultad de Filosofía y Letras», a partir de la obtención de las Licenciaturas citadas, fue designado, en una y otra, para los cargos siguientes: «Profesor Ayudante» de «Historia de la Lengua y la Literatura Españolas» (10 de octubre de 1929); «Profesor Ayudante» de «Geografía Política y Descriptiva» (11 de abril de 1930); y, por su Titular, «Auxiliar» suyo, en el «Instituto Diplomático y Centro de Estudios Marroquíes» de Madrid; «Profesor Encargado» de un Curso monográfico de «Literatura Española del Siglo de Oro» (1931-1932); «Profesor Auxiliar» de la «Sección de Letras»; «Profesor Sustituto», temporal, de la «Auxiliaría de Arte Español», 1932).
Fue catedrático de instituto por oposición en 1932, escogiendo la plaza de Castellón de la Plana, y luego en el «Instituto Complutense» de Alcalá de Henares, y catedrático de universidad en 1934 durante la República; de ahí que se manifieste como falsa la especie de que hubiera obtenido la cátedra por méritos políticos durante la Guerra Civil, como se hizo habitualmente por los franquistas al ganar la guerra; es cierto, sin embargo, que simpatizó con el ejército insurgente y se llegó a difundir la falsa noticia durante la guerra de que había sido fusilado, de forma que se le celebró una misa a la que acudió el falangista José María Pemán. Pudo elegir la Cátedra vacante de «la Universidad de Murcia», de la cual tomó posesión el 24 de julio de 1934, quedando excedente voluntario del Instituto de Castellón en 3 de agosto del mismo año. Se convirtió en un activo conferenciante y la celebración del tricentenario de la muerte de Lope de Vega hubo de marcar, como asimismo su tesis, su destino de lopista, pues fue requerido para intervenir, como «Vocal», en la «Junta Oficial», creada para determinar los actos que habían de celebrarse y en los cuales tomó parte. Pero le atraían además otros temas: la historia al arte, la gastronomía, la historia de Madrid y lo que él llamó filmoliteratura; llegó a acumular una biblioteca de 22.500 libros, 7400 folletos y miles de documentos, que se encuentra desde 1991 en la Universidad de Castilla-La Mancha, Ciudad Real, con su exlibris Fortis quia solus? Solus quia fortis?. Sin embargo en su tiempo se le consideró sobre todo como un gran lopista, lo que si bien es cierto, desmerece en algo la extensión de sus intereses, mucho más amplios, como puede ver cualquiera que lea su bibliografía.
Por otra parte, no dejó de tener tropezones con el régimen de la posguerra, ya que el Opus Dei impidió su sueño de editar unas Obras completas de Lope de Vega. En Murcia desempeñó, «acumuladas» durante el tiempo que estuvieron vacantes, las cátedras de «Lógica» e «Historia del Arte Español» por encargo de su decano. Le correspondió leer el «Discurso de apertura» del Curso de 1934 a 1935, cuyo contenido, casi obligado, sobre el Fénix, hubo de rectificar después, a la vista de nuevos datos. Creó en 1934, en la «Facultad de Filosofía y Letras», donde figuraba, el «Centro Universitario de Estudios Murcianos» (CUDEM), dedicado a desarrollar actividades culturales, en relación con la región, y el «Seminario de Investigaciones», dependiente de su Cátedra.
Cerradas las universidades por la guerra en 1936, siguió activo en «servicios especiales» y abandonó su excedencia voluntaria en el «Cuerpo de Institutos de Enseñanza Media» -que le había sido concedida en 1934 al ser destinado, temporalmente, al de San Sebastián en 1937. No llegó a prestar servicio en este centro durante el curso de 1937 a 1938 y siguientes, al ser requerido por Orden del «Ministerio de Educación Nacional», con sede en Vitoria (Alava), para que se encargara de regir las «Relaciones Culturales» del mismo. Y como consecuencia lógica, a fin de que cumpliera debidamente su cometido, se le nombró, el 16 de febrero de 1938, «Asesor Jefe de Servicios» -representando al organismo docente a que pertenecía- en la «Junta de Relaciones Culturales» del «Ministerio de Asuntos Exteriores», sito en Burgos, acudiendo allí, únicamente, los días de pleno, si era presidido por el ministro. Aunque por entonces se imprimió alguna obra suya, no erudita, al faltarle sus elementos básicos, se dedicó, cotidianamente, al periodismo, labor que había ejercido antes en Castellón de la Plana y en Murcia, con menor actividad. Dirigió la «Página Literaria»; luego «Semana», de La Voz de España, de San Sebastián -desde 26 de diciembre de 1937 a 26 de mayo de 1938-, escribiendo rara vez en ella, pero reuniendo un grupo de importantes colaboradores. También escribió, por contrato especial, en la cadena periodística de la «Editorial Católica, S.A.», como otros colegas y amigos suyos. Fue nombrado, con fecha de 1 de marzo de 1939, por el «Ministerio de Educación Nacional», y mediante «concurso de Méritos profesionales», «Inspector de Enseñanza Media», con residencia en la capital.
En abril de 1939, terminado de imprimir en Valencia El hombre acecha de Miguel Hernández, y aún sin encuadernar, una comisión depuradora franquista presidida por Joaquín de Entrambasaguas ordena la destrucción de los 50.000 ejemplares tirados; pero dos ejemplares salvados permitirán reeditar el libro en 1981. Por el contrario, el erudito Antonio Rodríguez-Moñino sufre expediente de depuración por haber salvado el patrimonio bibliográfico de la guerra civil en la Biblioteca Nacional y es despojado de su cátedra e inhabilitado para la enseñanza durante veinte años. 
Entrambasaguas asumió de forma interina la Cátedra de Historia de la Lengua Castellana de la Facultad de Filosofía y Letras en la «Universidad de Madrid», y fue nombrado titular el 20 de marzo de 1946. Cuando estuvo vacante la de Lengua Española y Literatura Hispanoamericana, fue designado para impartirla durante el curso 1946-1947. Pronunció en el Ateneo Barcelonés unas conferencias sobre el ideal femenino del Renacimiento en Petrarca, Ausiàs March y Garcilaso y La originalidad estrófica de las canciones a la italiana de Boscán. Ya había participado en la Conmemoración del Centenario del nacimiento de Jacinto Verdaguer en 1945. Desarrolló fuera de su cátedra cursillos monográficos y, al reorganizarse en 1938 el «Curso para Extranjeros» de la Sociedad Menéndez y Pelayo de Santander, fue designado por ella para impartir las clases de «Fonética», «Morfología» y «Semántica». Más adelante desempeñó, sucesivamente, los cargos de Secretario y Director del mismo. En 1944 fue comisionado por el Ministerio de Educación Nacional para inspeccionar la instalación y distribución de la nueva «Universidad Internacional» designada «Menéndez y Pelayo», que se albergó en el antiguo edificio barroco del Convento de San Agustín, previamente restaurado con tal propósito. Constituido, de 1942 a 1943, el «Centro de Estudios sobre Lope de Vega» por la RAE, en colaboración con el CSIC, fue designado como especialista en aquellos vocal de su «Junta Directiva», la cual, por unanimidad, le encargó planear y regir las publicaciones del nuevo Centro, que celebraba sus reuniones, en la «Casa de Lope de Vega», años antes restaurada, con no pequeños anacronismos y errores, en su interior, a pesar de conservarse, casi íntegramente, la vivienda en que murió el poeta. Bajo el impulso de unas conferencias sobre filmoliteratura se constituyó con carácter oficial un «Instituto de Experiencias e Investigaciones Cinematográficas», que fue el iniciador de los estudios cinematecas en España; sobre tal materia escribió su libro Filmoliteratura, título de la asignatura que su autor creó y explicó. Se logró el apoyo, para él, del «Ministerio de Información y Turismo» y al consolidarse, plenamente, pasó a depender del «Ministerio de Educación Nacional», transformándose, por la creciente importancia que iba teniendo, en una «Escuela de Cinematografía», con edificio propio próximo al recinto de la «Ciudad Universitaria». Esta «Escuela de Cinematografía» de la que proceden, en su iniciación, los mejores cineastas españoles actuales, acabó por desagradar a su impulsor y acabó abandonándola aunque siguió explicando su asignatura como «Cátedra Optativa» en su Sección correspondiente de la Facultad de Filosofía y Letras, pues no se integró en ella y fue al fin absorbida por la actual «Facultad de Ciencias de la Información», 
El «Instituto de Cultura Hispánica», en el verano de 1949, le encomendó que recorriera, con carácter oficial, los Centros dependientes de él, en la América Hispana del Sur, para comprobar su eficacia cultural y pronunciar conferencias. Fundó además con otros madrileñistas el «Instituto de Estudios Madrileños», inaugurado el 24 de octubre de 1951, en la «Casa de la Panadería» de la Plaza Mayor de la Villa de Madrid. En 1952 pronunció en sus Universidades de Lisboa y Coímbra sendas conferencias sobre dos aspectos de la Poesía de Fernando Pessoa -base de un estudio posterior-. Se jubiló en 1975. Dejó inéditas unas memorias con el título de Lo que quise callarme y lo que pude haber dicho.

## Censura
La relación de Joaquín Entrambasaguas con la censura durante el franquismo se puede recabar en varias publicaciones. Como presidente de una comisión depuradora franquista, ordenó la destrucción de los 50.000 ejemplares impresos del poemario El hombre acecha de Miguel Hernández. Solo se salvaron dos ejemplares, con los que se reeditó el libro en 1981. 
En 1976, como vicepresidente de Cultura Popular, Entrambasaguas ayudó a gestionar el traspaso del personal censor a la Presidencia del Gobierno, con el fin de desmantelar definitivamente el Servicio de Lectura. Su trabajo consistió en reorganizar el Servicio de Lectorado, en funcionamiento desde 1938, con la mirada puesta en reemplazar el personal incompetente por licenciados, técnicos o administrativos del Ministerio.

## Obras
- El doctor don Cristóbal Lozano Madrid, 1927 (Tip. de la "Revista de Arch., Bibl. y Museos).
- Nueva investigación sobre los restos de Lope de Vega Madrid, 1928 (Imprenta de Archivos).
- Catalina Clara de Guzmán (i.e. Catalina Clara Ramírez de Guzmán), Poesías; estudio preliminar, edición y notas por Joaquín de Entrambasaguas y Peña, Badajoz, 1929 (Imprenta de Antonio Arqueros).
- Una guerra literaria del siglo de oro Lope de Vega y los preceptitas aristotélicos Madrid, 1932 (Tipografía de Archivos).
- Miguel de Molinos: siglo XVII Madrid : M. Aguilar, 1935.
- La catedral sumergida. Murcia: Centro Universitario de Estudios Murcianos, 1936 (Imp. "La Verdad").
- Lope de Vega, símbolo del temperamento estético español Murcia, Universidad de Murcia, 1936.
- El hombre del teléfono. Ensayos al hilo. Vitoria: Ediciones Buscapié, 1938 (Tipopgrafía Hijo de Iturbide).
- Pérdida de la universidad española. Burgos: Ediciones Libertad [sic], 1938.
- El alma sorprendida: ensayos de dentro a fuera. Valladolid: Librería Santarén, 1939 (Imprenta Castellana).
- La determinación del romanticismo español (1939).
- Los Manriques (1940).
- Santo Domingo de la Calzada: el ingeniero del cielo Madrid : Biblioteca Nueva, 1940.
- La musa didáctica de Jovellanos, Oviedo: Universidad, 1941 (Establecimiento Tipográfico "La Cruz").
- Vida de Lope de Vega. Barcelona: Labor, SA, 1942.
- P. Jerónimo Feijoo, Antología. Selección y prólogo de J. de Entrambasaguas. Madrid: Ediciones Fe, 1942 (Gráficas Uguina).
- Cardos del jardín de Lope Madrid, CSIC, Instituto Nicolás Antonio, 1942.
- La biblioteca de Ramírez de Prado. Madrid: CSIC, Instituto Nicolás Antonio, 1943 (Imprenta Soler) .
- Una familia de ingenios; Los Ramirez de Prado Madrid: Consejo Superior de Investigaciones Científicas, 1943.
- Cristóbal Lozano, Historias y leyendas; edición y prólogo de Joaquín de Entrambasaguas Madrid : Espasa-Calpe, 1943.
- Ensayos (2 vols., 1944).
- La mirada alrededor: ensayos sobre las cosas. Madrid: Consejo Superior de Investigaciones Científicas. Instituto Antonio de Nebrija, 1945.
- El latido de los seres: ensayo sobre las gentes Madrid: Consejo Superior de Investigaciones científicas, Instituto Antonio de Nebrija, 1945.
- Vida y crear de Lope (1946).
- Voz de este mundo (poemas, 1946).
- Haz y envés de Luis Vélez de Guevara Oviedo, 1946 (Talleres tipográficos "La Cruz").
- Estudios sobre Lope de Vega Madrid: CSIC, 1946-1958, 3 vols.
- Felicitaciones de Pascua y Año Nuevo de la Asociación de Bibliófilos de Barcelona (1947).
- Poemas de la ciudad (1949).
- Pedro Laýnez, Obras. Edición de Joaquín de Entrambasaguas. Madrid: CSIC, 1951, 2 vols.
- Una semblanza de Menéndez y Pelayo por "Clarín" Oviedo: Facultad de Filosofía y Letras, 1952.
- Gastronomía madrileña, Madrid: Instituto de Estudios Madrileños, 1954.
- Fernando Pessoa y su creación poética. Madrid, C.S.I.C., 1955.
- La papelera volcada (1956).
- La Valoración de Lope de Vega en Feijoo y su Época Oviedo 1956.
- Lope de Vega y su tiempo: estudio especial de El villano en su rincón. Barcelona : Teide, 1961.
- Grandeza y decadencia de la Universidad Complutense, 1972.
- Estudios y Ensayos de Investigación y Crítica: de la Leyenda de Rosamunda a JovellanosMadrid: CSIC, 1973.
- Brújula de gastronomía, Madrid: A. Vassallo de Mumbert, 1976.